# Mahuwa (Pra.Ko)
Mahuwa (Pra.Ko) (nep. महुवा) – gaun wikas samiti w środkowej części Nepalu w strefie Dźanakpur w dystrykcie Dhanusa. Według nepalskiego spisu powszechnego z 2011 roku liczył on 1056 gospodarstw domowych i 5782 mieszkańców (2902 kobiety i 2880 mężczyzn).